# Matthias Troy
Matthias Troy (* 24. Februar 1995 in Dornbirn) ist ein ehemaliger österreichischer Skispringer.

## Leben
Troy, der für den SC Egg-Vorarlberg startete und im Nordischen Ausbildungszentrum Eisenerz trainierte, gab 2010 sein internationales Debüt bei den OPA-Spielen in Eisenerz, bei denen er die Ränge sieben und neun erreichte. Im März 2010 startete der Österreicher in Chaux-Neuve erstmals im Skisprung-Alpencup. Im Februar 2011 gab er in der Ramsau sein Debüt im FIS-Cup. Nach mehreren Punkterängen im Alpencup und FIS-Cup reichte es trotzdem nicht, sich international durchzusetzen. 2015 beendete er seine Skisprungkarriere und kümmert sich seither um den Nachwuchs in Vorarlberg.